# La Villa

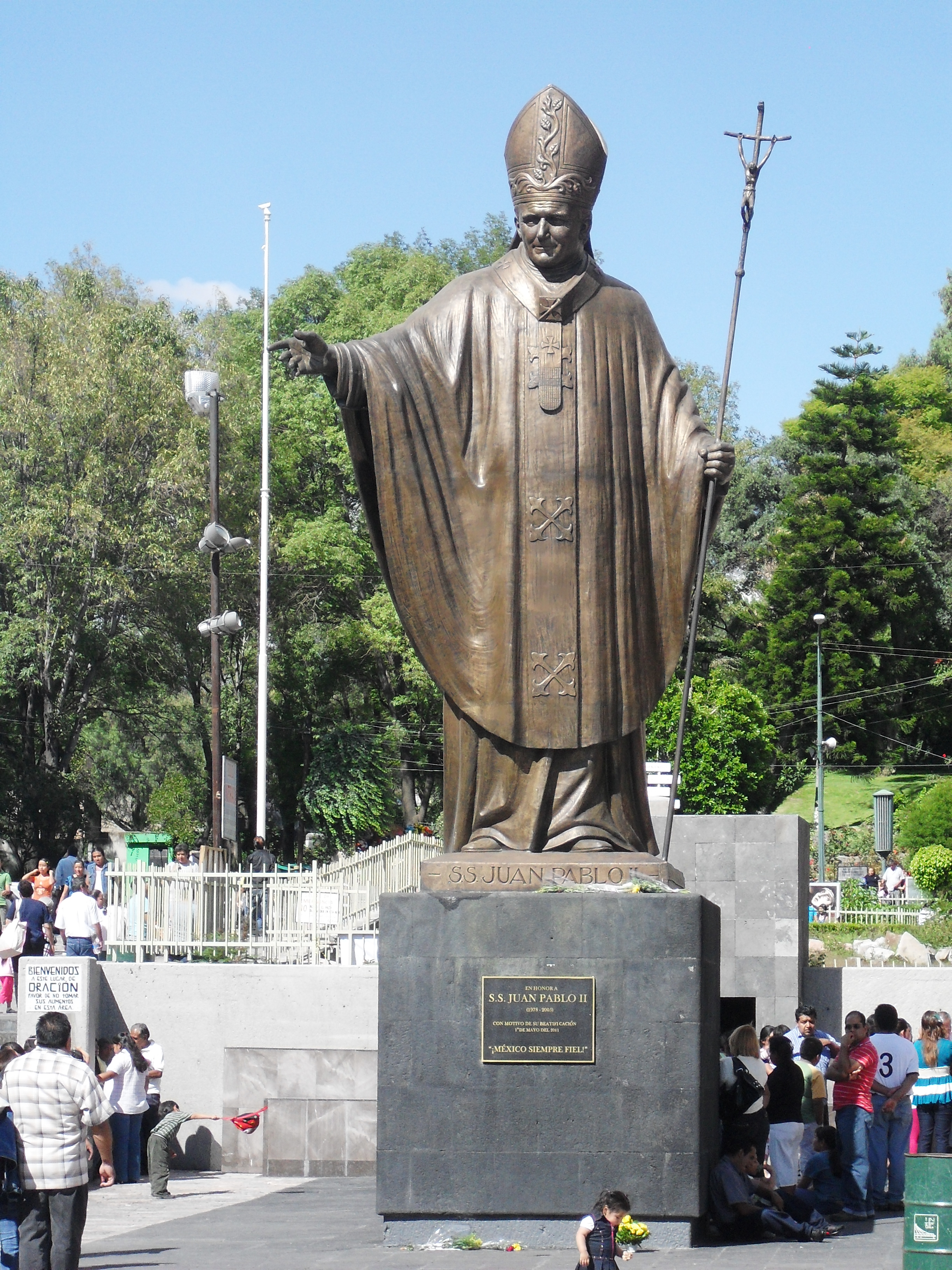
Estatua de Juan Pablo II

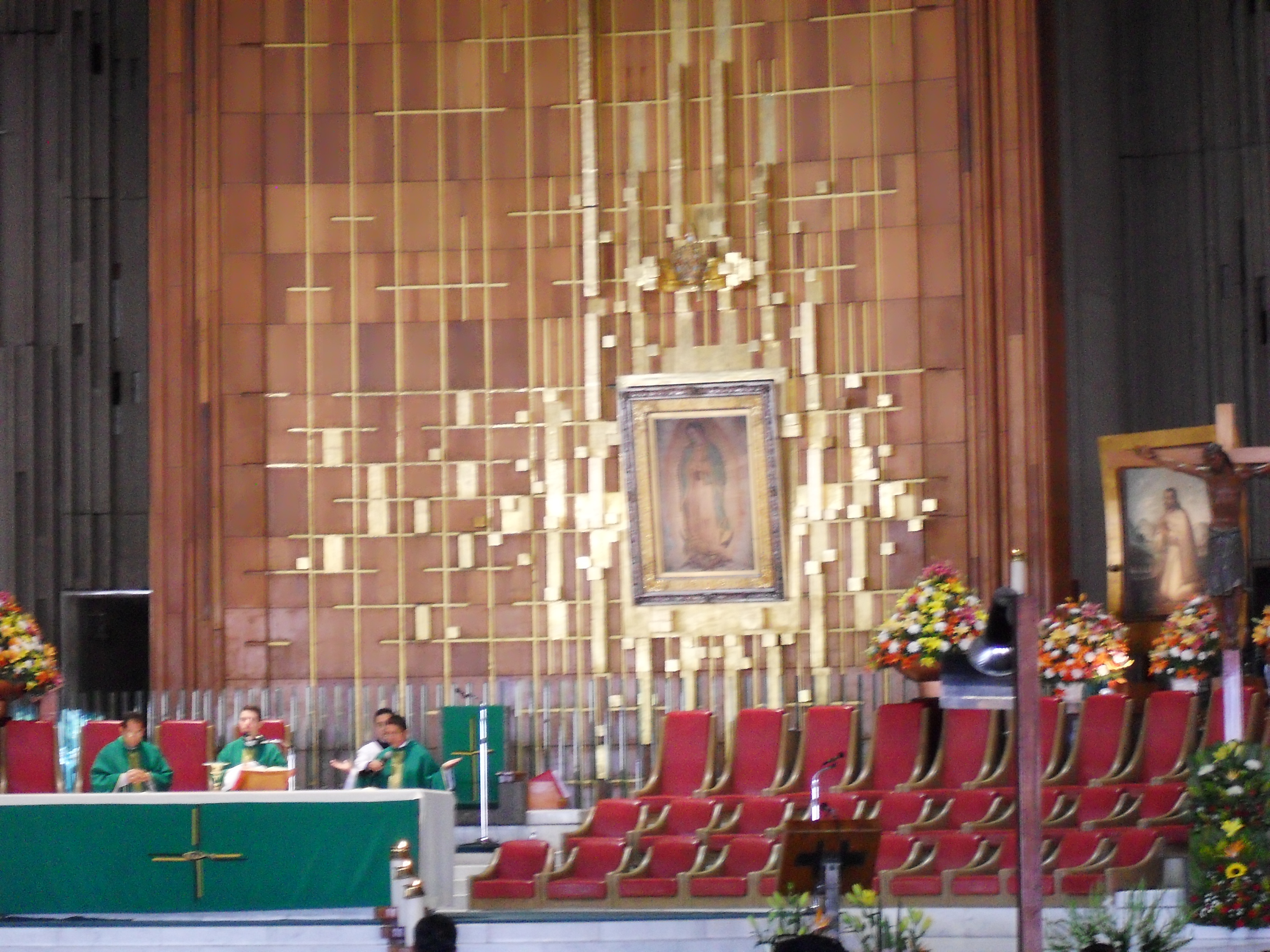
Altar de la Virgen de Guadalupe

La Villa es un barrio de la Ciudad de México localizada en la Alcaldía Gustavo A. Madero. Corresponde a la localidad original de Villa de Guadalupe Hidalgo que ha tenido diversos nombres a lo largo de su historia. Comprende las actuales colonia de Villa Gustavo A. Madero (donde se localiza la cabecera de la Alcaldía), Martín Carrera, 15 de Agosto y Triunfo de la República. El nombre suele designar también el conjunto de monumentos religiosos y otras edificaciones asociadas localizadas en el entorno de la basílica de Guadalupe.

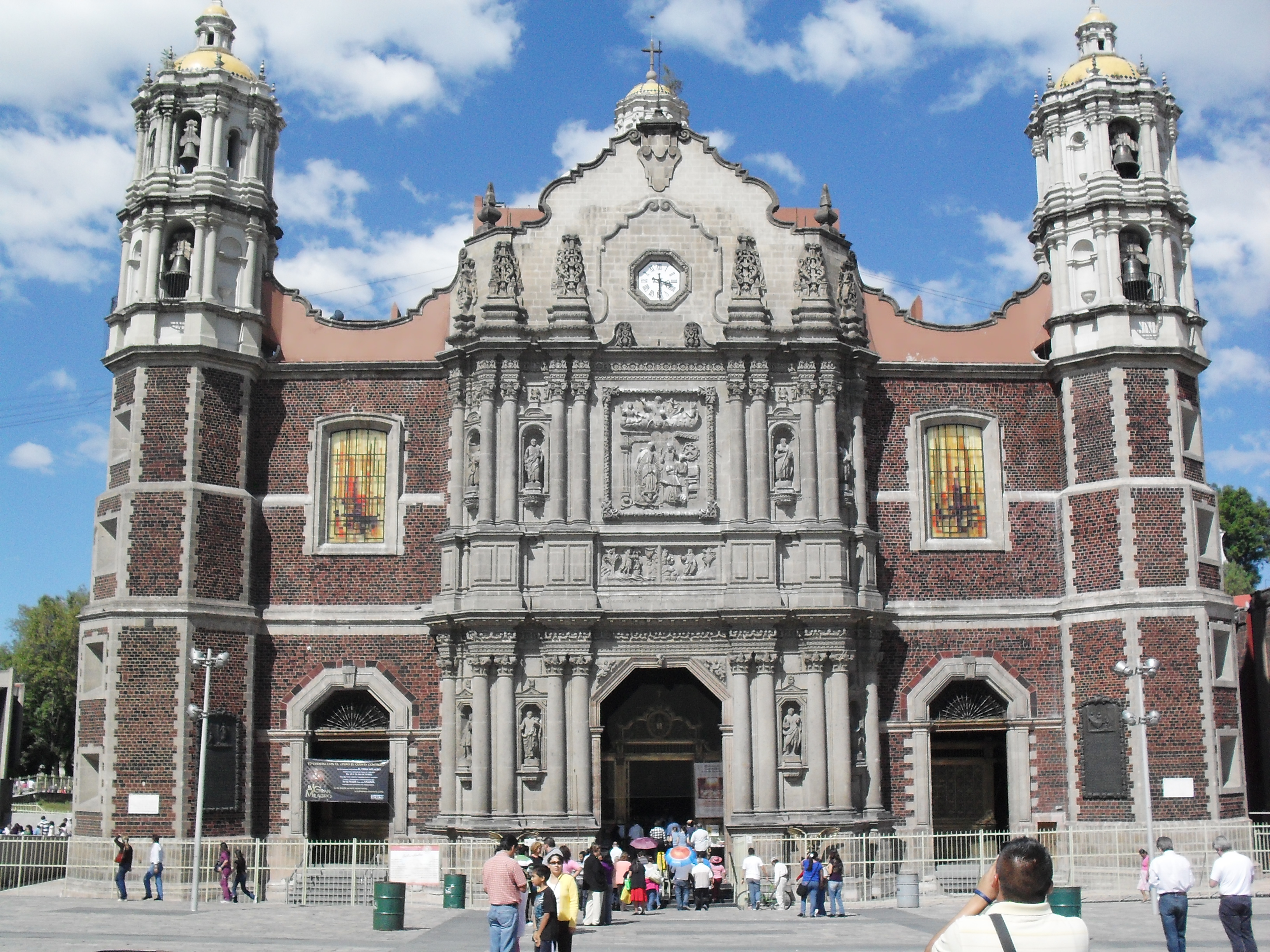
Antigua Basílica

## Denominación
La villa de Guadalupe se encuentra en el espacio que los mexicas llamaban Tepeyácac, de donde derivaron los topónimos Tepeaquilla y Tepeyac que emplearon los españoles a partir del siglo XVI. A partir de 1563 se cambió el nombre en conmemoración de las mariofanías del Tepeyac. Guadalupe adquirió la categoría de villa en 1702. En 1822 fue nombrada Villa de Guadalupe Hidalgo en conmemoración de Miguel Hidalgo y Costilla, y seis años después adquirió la categoría de ciudad. En 1931 se le llamó Villa Gustavo A. Madero como homenaje a Gustavo Adolfo Madero, asesinado en la Decena Trágica de la Revolución mexicana.
La villa de Guadalupe se componía de los barrios de San Bartolo, Santa María, Tlacamaca, Capultitlan y San Juan Huitznehuac, los cuales debido al crecimiento de la Ciudad de México, se asimilaron como colonias Villa Gustavo A. Madero (antes Santa María), Colonia Rosas del Tepeyac (antes San Bartolo), Colonia Tepeyac Insurgentes, Colonia Martín Carrera, Colonia Estanzuela, Colonia Triunfo de la República y Aragón. Esta población fue cabecera de la municipalidad eclesiástica y civil de Guadalupe, luego de la municipalidad de Guadalupe Hidalgo y por último de la delegación Gustavo A. Madero del Distrito Federal. En el siglo XX se comenzó a considerar a La Villa como un barrio más de la Ciudad de México, a la cual quedó conurbada.

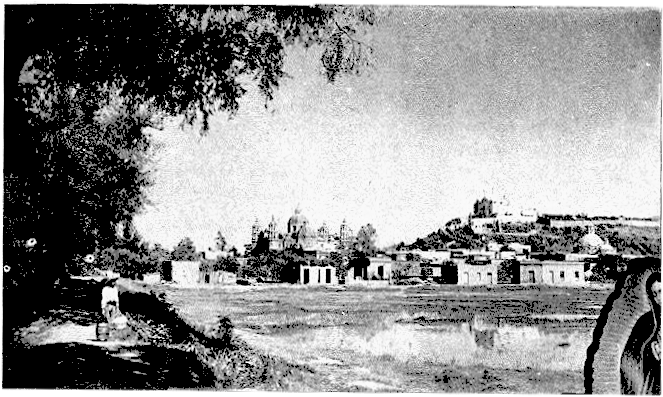
Vista de oriente a poniente de la ciudad de la villa de Guadalupe Hidalgo en 1903.

## Historia

Escudo heráldico de la Villa de Guadalupe.

### sigloXVI
Al pie del cerro del Tepeyac en lo que entonces era la línea costera del lago de Texcoco se tiene cierta certeza de la existencia de un pequeño pueblo de indígenas nahuas, los cuales en la época prehispánica servían para guarecer la entrada a la calzada del Tepeyac que daba acceso por el lago a las ciudades de México–Tlatelolco y México-Tenochtitlan, así como servir a un pequeño templo ubicado en la cima del cerro del Tepeyac, dedicado a la diosa mexica Tonantzin, al parecer este pueblo debió tener una importancia menor y se le menciona muy raramente en las crónicas de la conquista o la época prehispánica, adicionalmente no se tiene certeza sobre si su origen es de indígenas tlatelolcas, tenochcas u otros.

Croquis general de Guadalupe Hidalgo en el.

Según la tradición local en 1531, diez años luego de la conquista española, en el cerro localizado en las inmediaciones de Tepeyácac se apareció la Virgen María a Juan Diego, a quien pidió la construcción de un templo en ese lugar. La tradición dice que primeramente se construyó al pie del cerro un pequeño templo de adobes, esta advocación fue ganando adeptos entre los indígenas, mestizos, negros y asiáticos que vivían en las inmediaciones, lo que implicó realizar obras que aumentaran la capacidad del templo, todo esto bajo el mando de un mayordomo, que es aun un cargo ejecutivo en muchas comunidades indígenas para los asuntos de la comunidad. El primer mayordomo del que se tenga noticia fue un tal Domingo de Orona, que ostentaba el cargo en 1581. El pueblo se conocía como Tepeyácac, pero los españoles lo llamaron Tepeaquilla o Tepeyac moderna, por acta del Ayuntamiento de México del 3 de diciembre de 1563 se denominó oficialmente con el nombre de Guadalupe.

### sigloXVIII
Hasta 1702 los diferentes templos que se construyeron eran una vicaría de la desaparecida parroquia de santa Catarina Mártir en Santiago Tlatelolco, luego de ser elevada a parroquia el cuerpo eclesiástico encargado de su servicio solicita al ayuntamiento de México de origen español, el traslado, supresión u ordenación del comercio que se generaba a su alrededor, por el constante y creciente flujo de feligreses, en 1709 se construye lo que hoy se llama Basílica Vieja, el cual para su época constituyó un gran atractivo, generando más flujo de visitantes, lo que atrajo a comerciantes y otros tipos de prestadores de servicios, los cuales se asentaron en sus inmediaciones en forma desordenada, surgiendo el primer problema entre las autoridades del santuario y los habitantes del lugar.

Croquis general de Guadalupe Hidalgo en el.

En estas circunstancias se realiza el primer cambio de nombre, de Guadalupe por el de Villa de Guadalupe, al parecer existían solicitudes no oficiales de la curia mexicana, ante la Corona española para elevar la categoría de la población, por Cédula de la Audiencia del 19 de agosto de 1735 se separa de la Ciudad de México quedando como un pueblo independiente. Bajo esto es que se crea informalmente la municipalidad de Guadalupe, el cual es gobernado por un ayuntamiento eclesiástico, el cual se dedica a ordenar la población, abre un atrio frente a la Basílica Vieja, para esto desaloja al original pueblo de indios que existía frente a la Basílica Vieja y luego de varios pleitos lo instala en el costado oriente de los templos, quedando solo en los alrededores de la plaza casonas de comerciantes españoles, en el medio de la plaza se construye una fuente para el suministro público de agua, esta fuente es el remate del acueducto de Guadalupe el cual es construido a instancias del propio ayuntamiento en 1743, años atrás por 1713 se había construido un acueducto entre la población y Santiago Tlatelolco. Durante la Colonia el gobierno es realizado básicamente por la colegiata pero se ayudan de Gobernadores indígenas, los cuales forman una especie de ayuntamiento paralelo, el cual se encarga de los asuntos civiles y penales del municipio, sus miembros son electos de entre su misma población.
En el año de 1749 el arzobispo Rubio y Salinas de Madrid en España, otorga el permiso para conformar la Colegiata de Guadalupe, con la cual el templo y el ayuntamiento tuvo su propio ayuntamiento legalmente constituido, en forma paralela se crea el Municipio de Guadalupe, por cédula real del 24 de junio de 1751 es oficialmente elevado a la categoría de villa, con una población de cincuenta familias de españoles y mestizos, y ciento diez indígenas, el municipio por su parte queda en manos del colegio eclesiástico de la basílica, independiente del Ayuntamiento de México y de Santiago Tlatelolco. Su primera sección se realiza el 22 de octubre de 1750, para la creación del municipio se le dota de un fundo legal, consistente en cierta cantidad de dinero y territorio, el territorio fue tomado en su mayoría de la Hacienda de Santa Anna Aragón y del Ayuntamiento de Santiago Tlatelolco, que eran propiedad de la comunidad de indios de Santiago Tlatelolco, los cuales protestan ante el despojo y la pérdida de la autoridad para controlar el comercio en la Villa de Guadalupe.
Es a raíz de esos pleitos agrarios que los propietarios de la Hacienda de Santa Anna Aragón fundó al oriente un rancho que sirviera de límite entre la villa y la hacienda, formando el núcleo del pueblo de San Juan de Aragón, mientras al sur se ubica el casco de la hacienda. El 10 de abril de 1769 se iniciaron las obras de construcción del Albarradón del Tepeyac con el fin de evitar las inundaciones en la Villa de Guadalupe y en el norte de la Ciudad de México, obra que se terminó el 12 de julio de 1777 a costa de este municipio y del Ayuntamiento de Santiago Tlatelolco. En 1789 le es otorgado un escudo heráldico por la monarquía española, en este caso el diseño tiene varias incongruencias con la heráldica española, ya que fue realizado en la misma Villa por un eclesiástico el cual fue luego otorgado o ratificado por la monarquía española. Hacia 1800 se tiene constancia que la Villa ya no poseía puertos propios en el Lago de Texcoco y que estas actividades se habían trasladado a los pueblos de San Juan de Aragón y Xalostoc.

Escudo del municipio constitucional de Guadalupe Hidalgo 1812 a 1928.

### sigloXIX
Al jurarse la Constitución de Cádiz de 1812 en Nueva España y la posterior independencia de Nueva España, el cabildo eclesiástico del municipio deja de ser el valido para gobernar, iniciándose un cabildo totalmente civil, aunque el eclesiástico de la Colegiata de Guadalupe siguió teniendo mucha influencia y siguió rigiendo a pleno al interior de los terrenos de la basílica como ocurre hasta el presente. El 12 de febrero de 1828 la entonces Villa es elevada a la calidad de Ciudad y se renombra como Ciudad de Guadalupe Hidalgo, aunque desde 1822 ya era llamada oficialmente Villa de Guadalupe Hidalgo, el municipio del que formaba parte se le llama Municipalidad de Guadalupe Hidalgo, en honor a Miguel Hidalgo y Costilla.
Desde 1822 hasta 1861, y aun con la aplicación de las Leyes de Reforma y su posterior ratificación por el emperador Maximiliano el cabildo eclesiástico mantiene un gran poder en el manejo de los asuntos del municipio al grado de que durante las negociaciones para terminar la Guerra entre México y los EE. UU. estas se realizan al amparo del cabildo eclesiástico en el interior del convento que se halla a espaldas de la Basílica Vieja, e incluso se firma en este lugar el Tratado de Guadalupe Hidalgo, por esto de septiembre de 1847 a julio de 1848 la Ciudad de Guadalupe Hidalgo se convierte de facto en una de las tres capitales federales de México, al ser residencia oficial de los presidentes Antonio López de Santa Anna, Pedro María Anaya, Manuel de la Peña y Peña y José Joaquín de Herrera.
Por medio de una concesión dada a los hermanos Moss para construir un ferrocarril San Juan en Veracruz al Puerto de Acapulco, vía México, se inauguró el primer ferrocarril del país y del Distrito Federal, con el tramo Tlatelolco a la Villa de Guadalupe y la asistencia del malogrado presidente Ignacio Comonfort el 4 de julio de 1857, con una longitud de cinco kilómetros, la primera locomotora de construcción inglesa es bautizada como “Guadalupe”, y solo hasta 1878 se construye el edificio de la estación.

Croquis general de Guadalupe Hidalgo en el.

Por el decreto del 6 de mayo de 1861, se le nombra cabecera de la Prefectura, Partido y municipio de Guadalupe Hidalgo, tomando como modelo la legislación francesa, con un prefecto a la cabeza, nombrado y removido por el Gobernador del Distrito Federal. El 5 de mayo de 1862, como Partido el Gobernador del Distrito Federal, Anastasio Parrodi hace la división municipal de cada partido, figurando Guadalupe Hidalgo como cabecera y deja como subordinada a la villa de Azcapotzalco, es bajo este esquema que se queda casi todo el periodo porfirista. En 1865, en el régimen imperial, Guadalupe Hidalgo siguió siendo cabecera de su propio ayuntamiento. En 1871 se abre al público el Panteón Civil del Tepeyac situado en el cerro del Tepeyac, el cual será ampliado en 1880 y 1884; y en 1873 el Panteón Civil de Guadalupe al oriente de la ciudad, ambos son creados para atender la demanda por el cierre de varios panteones en la Ciudad de México, además del cierre del panteón del atrio de la basílica.
El 16 de diciembre de 1899 de nuevo en el régimen republicano y federal, se vuelve a modificar la división interna del Distrito Federal, Guadalupe Hidalgo sigue como cabecera pero ahora su subordinada es la municipalidad de Iztacalco. El Distrito Federal comprendía entre su división territorial a Guadalupe Hidalgo como Prefectura con las Municipalidades de Guadalupe Hidalgo e Iztacalco. Durante la última década del siglo XIX se empieza a electrificar la ciudad de Guadalupe Hidalgo, nombre que por cierto nunca fue del agrado de las personas y se le continuo llamando popularmente Villa de Guadalupe, a su vez en esta época se ordena la población, delimitando calles y creando edificios públicos.

### sigloXX
Por las modificaciones orgánicas del Distrito Federal de 1903, La Villa continuo siendo cabecera del municipio, es así como en la primera década del siglo XX, recibe los primeros servicios públicos de alcantarillado y pavimentación, además de los servicios de tranvías eléctricos, que habían remplazado al primer tren de 1857, y de cuya inauguración el artista José Guadalupe Posada hizo una caricatura. La Ley de Organización Política y Municipal del 23 de marzo de 1903 estableció que el Distrito Federal formaría parte de la Federación y se dividió en trece Municipalidades de acuerdo a las disposiciones dictadas por el H. Congreso de la Unión.

Croquis general de Guadalupe Hidalgo en el.

El Presidente de la República como titular del Ejecutivo Federal asumió en ese tiempo el Gobierno del Distrito Federal, presidió el Consejo Superior de Seguridad y la Dirección de Obras Públicas, conservando los Ayuntamientos y en lo administrativo, sus funciones políticas, las de tipo consultivo y de vigilancia. La Constitución del 5 de febrero de 1917 dio facultades al Congreso de la Unión para legislar todo lo relativo al Distrito Federal, el cual quedó dividido en Municipalidades con Ayuntamientos de elección popular directa y su gobierno quedó a cargo de un Gobernador nombrado y removido libremente por el Presidente de la República.
Durante la Revolución Mexicana fue varias veces ocupada por las diferentes fuerzas militares, ya que en su parte sur estaban los patios de maniobra de trenes de la Ciudad de México, y al norte los cambios de vía que llevaban al norte del país y Veracruz, militarmente solo se destaca durante la Guerra Cristera cuando el gobierno en general presionó al clero de la Iglesia católica para hacer lo que ellos pretendendían: crear al estilo inglés una iglesia nacional, la Iglesia católica apostólica mexicana, por lo cual pretendían expropiar los terrenos de la Basílica y convertirlos en unidades habitacionales o dárselos a la Iglesia mexicana, lo cual no fructificó por la reticencia de no pocos miembros del gobierno y la población en general; lo único que sí logran es que se cierre la Vieja Basílica y sea trasladada por seguridad a la Ciudad de México la imagen de la Virgen de Guadalupe, es solo hasta 1930 cuando se reabre el templo y ese día se vieron inundados los caminos que llevan a La Villa para dar gracias por el término del conflicto y la reapertura de templos.
Es en las reformas del artículo 73 Fracción VI de la Constitución Política de los Estados Unidos Mexicanos del 28 de agosto de 1928 que se suprime el régimen Municipal en el Distrito Federal; encomendando al Gobierno de la entidad directamente al Presidente de la República y quien lo ejerce por conducto del órgano que determinó la nueva Ley Orgánica, la cual es aprobada el 31 de diciembre de 1928, el Congreso de la Unión promulga la nueva Ley Orgánica del Distrito y de los Territorios Federales, que crea el Departamento del Distrito Federal, con un Departamento Central integrado por las Municipalidades de México, Tacubaya, Mixcoac, Tacuba y trece Delegaciones: Guadalupe Hidalgo, Azcapotzalco, Iztacalco, Coyoacán, General Anaya, San Ángel, La Magdalena Contreras, Cuajimalpa, Tlalpan, Iztapalapa, Xochimilco, Milpa Alta y Tláhuac, la última sección del cabildo en el municipio se realizó con la asistencia de una buena parte de la población el 31 de diciembre de 1928. En 1931 vuelve a cambiar de nombre oficial, recibiendo el nombre de Villa Gustavo A. Madero, en memoria del hermano de Francisco I. Madero asesinado durante la Decena Trágica, extraoficialmente siempre se manejó que era una medida anticlerical por la reciente Guerra Cristera y por otro lado para que se olvidara el Tratado de Guadalupe Hidalgo.
Es durante este periodo de tiempo que se modifica el cauce del río de Guadalupe, que corría por lo que hoy son las avenidas Montevideo, paseo Zumarraga y Vicente Villada, desviándolo por varias avenidas para desembocar en Río Consulado, hasta desaparecer definitivamente con el cambio de trazo de su fuente principal el Río de Los Remedios, esto con la intención de abrir los terrenos al sur de la ciudad a fraccionamiento y crecimiento de la Zona Metropolitana del Distrito Federal, por este crecimiento urbano auspiciado desde el gobierno es que el 25 de noviembre de 1952 es puesto en servicio la calzada de Guadalupe, con pavimento y la ampliación de su trazo, con lo cual se le dota de un camellón central para que sirva de paso peatonal a las peregrinaciones que van la Basílica de Guadalupe, evitando obstruir el libre tránsito, por otro lado en la basílica se inaugura el atrio llamado Plaza de las Naciones de la Nacional Basílica de Guadalupe, ambas obras se logran al expropiar casas privadas que son demolidas, así como la desaparición de la fuente que se situaba el frente de la Basílica Vieja y el parque que se encontraba al poniente del mismo, ese mismo día el entonces presidente Miguel Alemán visita las obras en la misma Vieja Basílica, siendo una de las pocas veces que un presidente en funciones iría de forma abierta a un templo religioso durante el gobierno laico del Partido Revolucionario Institucional., ese mismo día es inaugurad el deportivo 18 de Marzo en los límites del norte de la Ciudad de México, además del último tramo de la nueva carretera México – Laredo, la cual marcara desde entonces el límite poniente de ciudad y a cuyo alrededor se realizarían varios desarrollos inmobiliarios que terminarían por unir a La ciudad de Guadalupe Hidalgo con la Ciudad de México en una sola zona urbana, al grado que para muchos Guadalupe Hidalgo es un barrio de la Ciudad de México.
Dos años después, el 1 de diciembre de 1954, es designado Jefe del Departamento Central el Lic. Ernesto P. Uruchurtu, quien llevaría a cabo una serie de reformas urbanísticas entre estas la creación de nuevas vialidades en ciudad como la avenida Cantera, además de prolongar la avenida de paseo de la Reforma hasta las calzadas de Guadalupe y los Misterios, por el lado oriente fomenta la creación de unidades habitacionales unifamiliares, que darían inicio a la ampliación de la zona llamada popularmente Valle de Aragón, con lo cual pierde muchas de sus propiedades y su tradición agraria el ejido de Guadalupe Hidalgo.
El 29 de junio de 1959 se cierra la estación del Ferrocarril Mexicano y se cierra la vía México – la Villa de Guadalupe en servicio desde 1873, la cual para entonces compartía ruta con los tranvías eléctricos de la ciudad.
Es hasta 1970 con los trabajos para reubicar la sede delegacional, antes municipal, y la ampliación del Atrio de las Américas que se demuele el antiguo centro de La Villa, por lo cual muchos de sus habitantes originarios se dispersan por la zona metropolitana de la Ciudad de México. El 1 de diciembre de 1979 se inaugura la tercera etapa de la Línea 3 del Metro, con lo cual se abren 3 estaciones entre ellas Basílica (hoy Deportivo 18 de marzo), pero es solo el 8 de julio de 1986 que se inauguran los últimos 4,683 kilómetros y 4 estaciones de la Línea 6 del Metro entre estas la estación La Villa, hoy conocida como La Villa-Basilica; cambiando de nombre ambas estaciones para evitar confusiones.

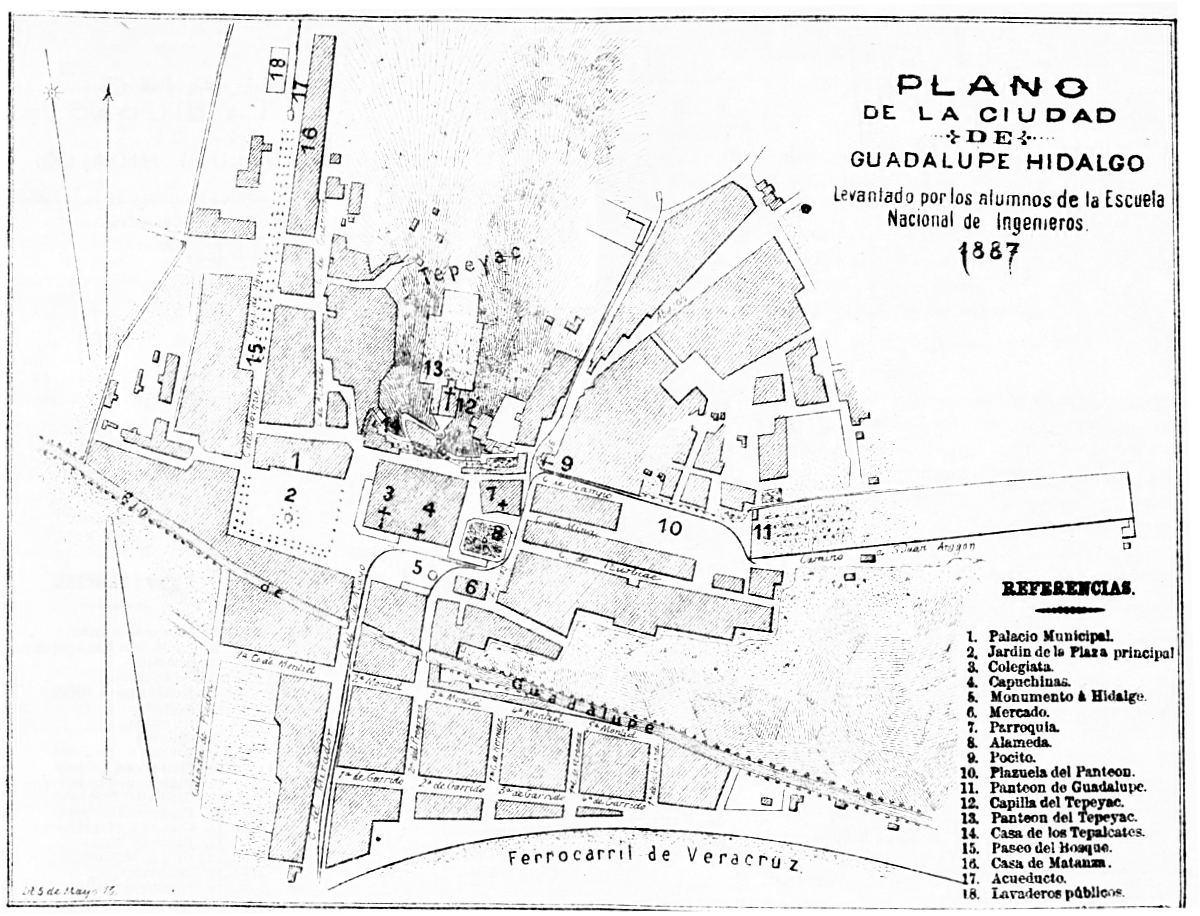
Plano de la ciudad de Guadalupe Hidalgo en 1887.

En las décadas de 1970 y 1980 se erigen en su periferia varios templos cristianos de iglesias diferentes a la Católica Romana, destacando entre estos el Templo de la Ciudad de México de la Iglesia de Jesucristo de los Santos de los Últimos Días, y el templo de la iglesia La Luz del Mundo.

### sigloXXI
El 12 de octubre de 2011 se conforma oficialmente el centro histórico Zona Norte de la Ciudad de México, el cual pretende integrar salvaguardar el casco viejo de la Ciudad de Guadalupe Hidalgo, esto en base al turismo y feligresía que genera la Basílica de Guadalupe, la cual se calcula como el segundo centro más importante del cristianismo con unos 30 millones de feligreses y unos 10 millones de turistas anuales.

## Festividades religiosas

### 12 de Diciembre
Por antonomasia la festividad del día 12 de diciembre, Día de la Virgen de Guadalupe, es considerado la festividad más grande de la Ciudad de México, cada año, llegan a la Basílica de Guadalupe unos cuatro millones de personas solo ese día, para rendir homenaje a la virgen. Muchos de los peregrinos viajan días enteros antes de su arribo, a pie, en bicicleta, u otros medios desde su lugar de origen, la gran mayoría de ellos entra a la Basílica de Guadalupe por la calzada de Guadalupe, desde la glorieta de Peralvillo, creándose una gran multitud la cual ordenadamente desea pasar bajo la imagen dentro de la llamada Basílica Nueva, muchos de estos pasan la noche en el atrio y en las diferentes calles cercanas. Se recomienda visitar tanto la nueva como la antigua Basílica, visitar las estatuas que se encuentran subiendo el cerrito, así como el Museo que contiene diversas obras de arte sacro dedicadas a la Virgen de Guadalupe.

### Otras tradiciones
En la calzada de los Misterios que antiguamente era la calzada del Tepeyac, al poniente de calzada de Guadalupe, existen ocho monumentos realizados en piedra, los cuales representan a 8 de los 15 misterios del Rosario católico y que le dan el nombre con el que actualmente se conoce la calzada. Estos monumentos sirvieron desde la época colonial como guía para rezar el rosario y era tradición antes de la existencia de la Calzada de Guadalupe que guiándose por estos monumentos los peregrinos rezaran el rosario en su peregrinar a la Basílica de Guadalupe, estos monumentos se dejaron en el olvido durante décadas, sobre todo por la aplicación de las Leyes de Reforma, por lo que se deterioraron y con la construcción del ferrocarril se fueron perdiendo aparte de la creación de la Calzada de Guadalupe como ruta más directa, se dejó de realizar la tradición, aunque en el año 2000 se remozaron y construyeron los faltantes y se hicieron obras de renovación, esta tradición no ha sido capaz de volver y actualmente han vuelto a ser descuidados.

## Festividades civiles

### Cinco de Mayo
Dentro de lo que podría considerarse la ciudad de Guadalupe Hidalgo se encuentra el pueblo de San Juan de Aragón, donde cada año el cinco de mayo se realiza una representación de la Batalla del Cinco de mayo de 1862 en la ciudad de Puebla, la cual es muy vistosa y compite con la más conocida y realizada en el Peñón de los Baños.

## Los Kennedy en México

### Visita oficial del Presidente John F. Kennedy y su esposa

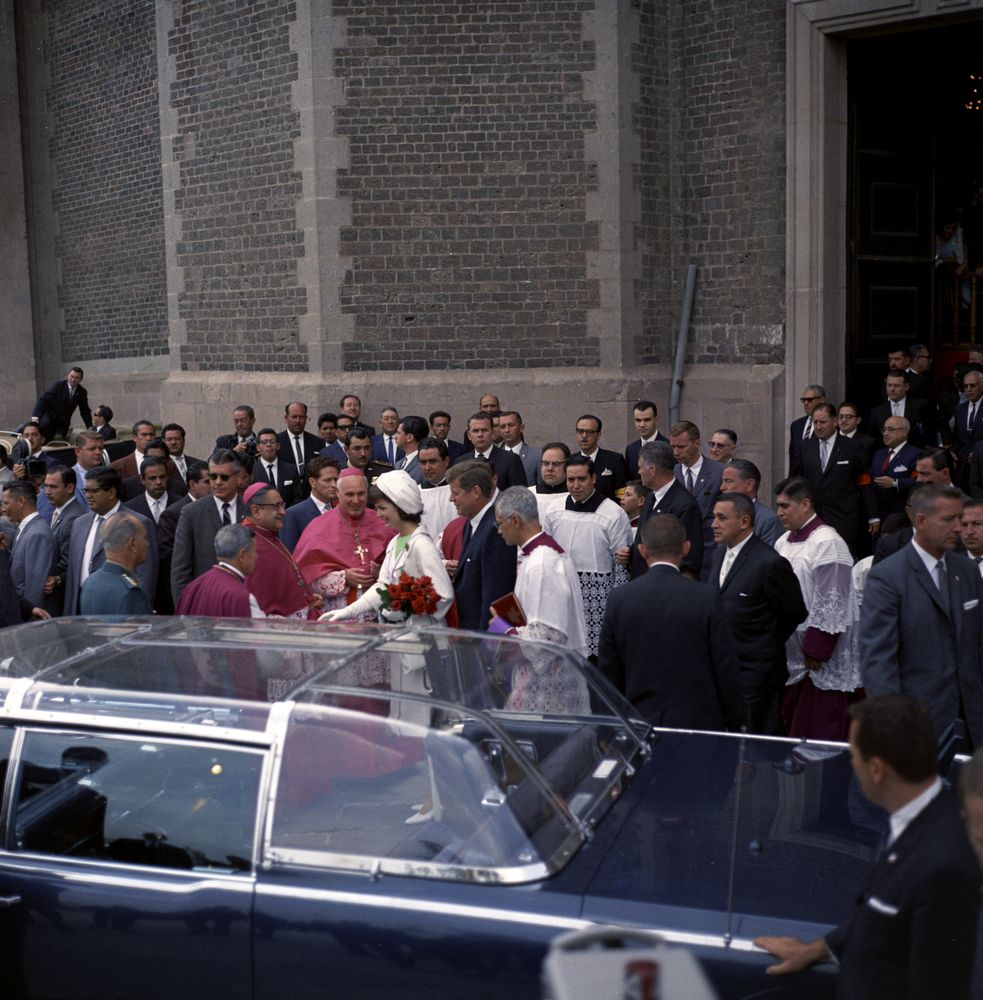
Jacqueline Kennedy (de blanco) y John F. Kennedy (detrás de ella) durante su visita a la Villa en 1962.

En 1962 entre el 29 de junio al 1 de julio, México recibió la visita oficial del presidente de los Estados Unidos de América John F. Kennedy y su esposa Jackie, quienes fueron recibidos por el entonces presidente de México Adolfo López Mateos. Durante su estancia conocieron distintos puntos históricos de la Ciudad de México y realizaron actividades cubiertas por los medios de comunicación que documentaron el hecho. 
Los Kennedy, de religión católica, también acudieron a la Basílica de Guadalupe, un factor emotivo y esencial debido a que Kennedy compartía la religión con el pueblo mexicano. Aunque la presencia en México se debió a motivos políticos, la visita a la Villa de este notable líder es memorable en la historia.

## Residentes ilustres
- José María Velasco (1840-1912), pintor paisajista mexicano. Vivió y falleció en la calle 5 de mayo esquina con calzada de los Misterios.
- Ignacio López Tarso (1925-2023), primer actor mexicano. Nació en la calle Moctezuma.